# Knut Schmidt-Nielsen

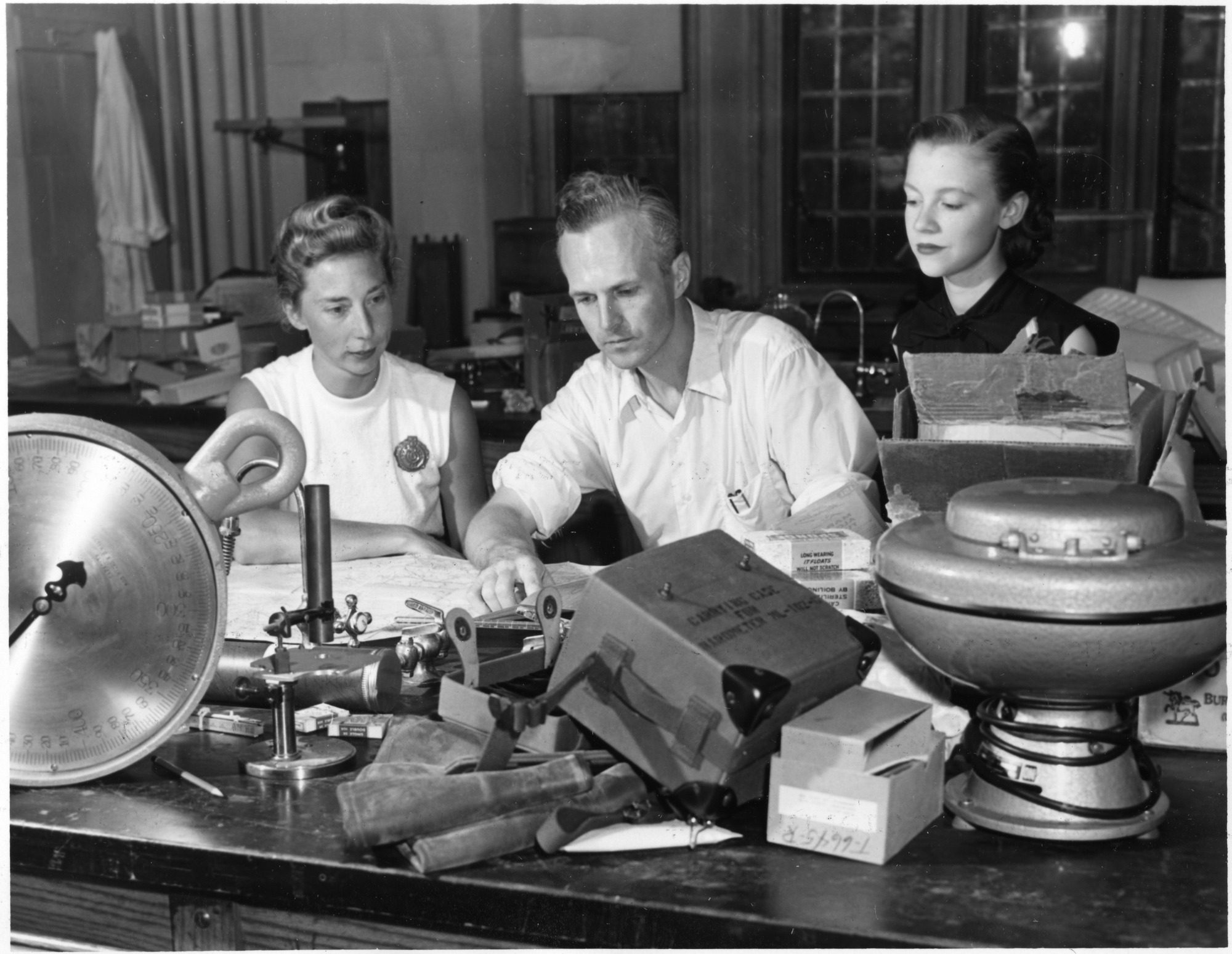
Knut Schmidt-Nielsen (Mitte) mit Bodil Mimi Krogh Schmidt-Nielsen (links) und Barbara Wagner (rechts)

Knut Schmidt-Nielsen (* 24. September 1915 in Trondheim, Norwegen; † 25. Januar 2007 in Durham, North Carolina) war ein bedeutender Forscher und Lehrbuchautor auf dem Gebiet der Tierphysiologie, speziell der Ökophysiologie und der Vergleichenden Physiologie. Bereits zu Lebzeiten wurde er auf dem Gelände der Duke University durch eine lebensgroße Skulptur geehrt: ein Dromedar, das von einem Mann beobachtet wird.

## Werdegang
Knut Schmidt-Nielsen studierte zunächst in Oslo Bergwerkskunde und Metallverarbeitung, später aber Zoologie in Kopenhagen und ging mit seiner Familie 1946 in die USA. Dort verbrachte er zwei Jahre als Post-Doktorand am Swarthmore College, danach ein Jahr an der Stanford University und drei Jahre am College of Medicine der University of Cincinnati. Von 1952 bis zu seiner Emeritierung Ende der 1980er-Jahre gehörte er der Duke University an. Ebenfalls 1952 erwarb er die Staatsbürgerschaft der USA. An der Duke University hatte er seit 1963 den James B. Duke-Lehrstuhl der Fakultät für Biologie inne und vertrat das Fachgebiet Physiologie. Auch im Ruhestand blieb er seiner Universität verbunden und lehrte in der ihm eigenen unterhaltsamen Weise u. a. das Schreiben von Fachaufsätzen; eines seiner Seminare hieß: „Wie schreibt man so, dass man von niemandem gelesen wird“ („How to Write so that Nobody will Read You“).

## Forschungsthemen
Knut Schmidt-Nielsen veröffentlichte 270 wissenschaftliche Zeitschriftenartikel sowie fünf Bücher, die in 16 Sprachen übersetzt wurden. Sein 1975 erschienenes Lehrbuch Animal Physiology. Adaptation and Environment, das später auch in deutscher Übersetzung erschien, setzte international Maßstäbe für die Darstellung des Wissens auf dem Gebiet der Vergleichenden Tierphysiologie, da der Autor nicht bloß Fakten aneinander reihte, sondern stets – und oft durchaus unterhaltsam – auch den Anpassungswert physiologischer Besonderheiten erläuterte. Im Nachruf der Fachzeitschrift Science hieß es daher, Schmidt-Nielsen gelte als „der Vater der Vergleichenden Physiologie und der Integrativen Biologie“.
Schmidt-Nielsen studierte insbesondere die physiologischen Anpassungsleistungen von Tieren in extremen Biotopen wie der Wüsten von Arizona, der Sahara und der Arktis, das heißt die Konsequenzen von Wassermangel, Salzüberschuss und stark von der Eigentemperatur abweichenden Umgebungstemperaturen. Ganz besonders galt sein Interesse zunächst den Kängururatten von Arizona, später bestimmten Fröschen, die in Salzwasser leben sowie den Kamelen. Seine 1998 erschienene Autobiografie trug in Anspielung an seine mehr als 20 Jahre lang betriebenen Kamel-Studien den Titel: „The Camel’s Nose: Memoirs of a Curious Scientist“. Auf dem Campus der Duke University erinnert seit Juli 1997 das lebensgroße Bronze-Ensemble The Scientist and Nature (ein Kamel und ein fragend dreinschauender Mann) an Schmidt-Nielsen und seine Erforschung der Physiologie von Dromedaren ab den frühen 1950er-Jahren.
Vor Schmidt-Nielsens langjähriger Arbeit mit Kamelen hatte man geglaubt, der Höcker diene der Wasserspeicherung; tatsächlich ist es ein Fettspeicher, und erst aus dem Fettstoffwechsel wird auch Wasser gewonnen. Schmidt-Nielsen konnte nachweisen, welche speziellen Anpassungen der Nieren, der Wärmeregulation und selbst der Nasenschleimhäute den Wasserverlust dieser Wüstentiere trotz hoher Umgebungstemperaturen minimieren. Er wies ferner nach, dass Kamele weniger stark als andere Tiere auf das Prinzip der Kühlung durch Verdunstung setzen, sondern im Tagesverlauf ihre Körpertemperatur von morgens 34 Grad auf nachmittags 41 Grad erhöhen.
Schmidt-Nielsen entdeckte ferner, dass in Salzwasser lebende Reptilien, Amphibien und auch viele Meeresvögel spezielle Drüsen zum Ausscheiden von Salz entwickelt haben. Meeresvögel können mit deren Hilfe Tröpfchen von konzentriertem Salz in ihre Nasen ausscheiden und diese mit ruckhaften Kopfbewegungen wegschütteln. Beim Strauß zeigte er auf, welche evolutionären Anpassungen ihn dazu befähigen, in heißer Steppenlandschaft schnell zu laufen, ohne dabei zu schwitzen.
Begonnen hatte Schmidt-Nielsen seine wüstenökologischen Studien in Arizona, wo er die Atmungstechnik von Kängururatten erforschte. Er fand heraus, dass die Nasenhöhle dieser vorwiegend nachtaktiven Tiere durch die eingeatmete Außenluft abgekühlt wird und dass – umgekehrt – die körperwarme Luft beim Ausatmen in der kühlen Nasen abgekühlt wird. Dies hat zur Folge, dass beim Abkühlen die Feuchtigkeit der Atemluft von der Nasenschleimhaut absorbiert werden kann. Eine vergleichbare Anpassungsleistung wies er später bei den Kamelen nach. Bei Hunden entdeckte er gemeinsam mit Kollegen eine gegenteilige Anpassungsleistung: Wenn Hunde nach einem Dauerlauf erhitzt sind und hecheln, dann atmen sie durch die Nase ein und durch das Maul aus, um möglichst viel Wärmeenergie in Form von warmer, feuchter Atemluft auszustoßen.
Gemeinsam mit William Bretz beschrieb Schmidt-Nielsen schließlich erstmals die besondere Atemtechnik der Vögel. Im Unterschied zu den Säugetieren, deren Lunge eine Art „Sack“ ist und deren Luftzufuhr und -abfuhr über eine einzige Öffnung erfolgt, besteht die Lunge der Vögel aus vielen parallel verlaufenden Röhrchen, in deren eines Ende die Frischluft eintritt und an deren anderem Ende die Atemluft wieder austritt.

## Ehrungen
Knut Schmidt-Nielsen war Mitglied der National Academy of Sciences der USA, der Royal Society of London sowie der französischen Académie des sciences. 1963 wurde er in die American Academy of Arts and Sciences gewählt. 1992 wurde er in Japan mit dem International Prize for Biology ausgezeichnet, dessen Ansehen in Asien dem Nobelpreis gleicht. Von 1980 bis 1986 war er Präsident der International Union of Physiological Sciences.

## Schriften (Auswahl)
- The Camel's Nose: Memoirs Of A Curious Scientist. Island Press, 1998, ISBN 978-1-55963-512-7.
- Animal Physiology: Adaptation and Environment. Cambridge University Press, (5. Auflage, 1997), ISBN 978-0-521-57098-5.
- Scaling. Why is Animal Size so Important? Cambridge University Press, 1984, ISBN 0-521-26657-2.
- How Animals Work. Cambridge University Press, 1972, ISBN 978-0-521-09692-8.
- Desert Animals. Physiological Problems of Heat and Water. Clarendon Press, Oxford 1964.

## Belege
1. ↑  Nachruf der American Physiological Society. (Memento vom 18. Mai 2015 im Internet Archive)
2. ↑  „Animal Physiology Expert Knut Schmidt-Nielsen Dies“. Nachruf der Duke University. (Memento vom 15. Juni 2010 im Internet Archive)
3. ↑  Deaths: Forever Curious. In: Science. Band 315, Nr. 5813, 2007, S. 745, Volltext. (Memento vom 6. Dezember 2018 im Internet Archive)
4. ↑  Eine Rezension der Autobiographie. (Memento vom 8. Mai 2015 im Internet Archive)
5. ↑  Tierney Thys: Curiosity and the Camel. In: Duke Magazine. Juli / August 1997, Volltext. (Memento vom 7. Juli 2012 im Internet Archive)
6. ↑  Famed Physiologist's Self-Portrait: Is More than Meets the Camel's Nose. (Memento vom 7. April 2014 im Internet Archive) Auf: www.americanscientist.org.
 Zitat „By applying countercurrent-exchange principles to the mucus-lined tube that is a camel's nose, Schmidt-Nielson demonstrated how the animal, through the simple act of breathing, can save about 60 percent of the water that would have been lost from evaporation during respiration. This answered the age-old question of how a camel conserves water so that it may thrive in an environment where other animals would die of thirst.“ (so Sentiel A. Rommel vom Marine Mammal Pathobiology Laboratory of the Florida Marine Research Institute, Florida Department of Environmental Protection, in einer Rezension der Autobiografie Schmidt-Nielsens).
7. ↑  R. McNeill Alexander: Knut Schmidt-Nielsen (1915-2007). In: Nature. Band 446, 2007, S. 744, doi:10.1038/446744a.

| Personendaten    | Personendaten                            |
| ---------------- | ---------------------------------------- |
| NAME             | Schmidt-Nielsen, Knut                    |
| KURZBESCHREIBUNG | US-amerikanischer Biologe und Physiologe |
| GEBURTSDATUM     | 24. September 1915                       |
| GEBURTSORT       | Norwegen                                 |
| STERBEDATUM      | 25. Januar 2007                          |
| STERBEORT        | Durham, North Carolina                   |